# NGC 4863
NGC 4863 (również PGC 44650) – galaktyka spiralna (S0-a), znajdująca się w gwiazdozbiorze Panny. Odkrył ją Francis Leavenworth 26 lutego 1886 roku.